# Edelweisshemd

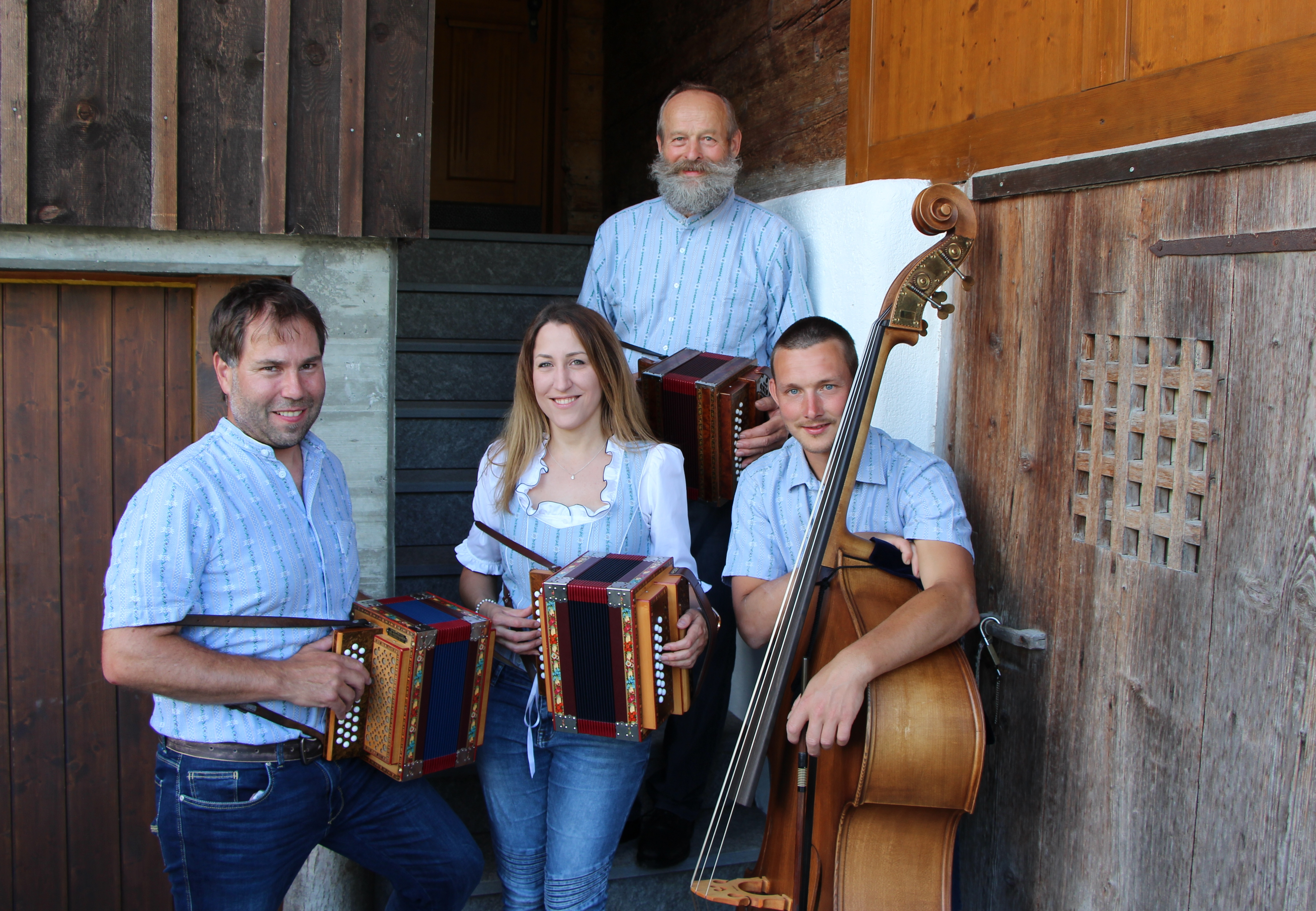
Edelweisshemden mit verschiedenen Kragen und dasselbe Muster als Mieder (2021)

Das Edelweisshemd, fälschlicherweise auch Sennen- oder Schwingerhemd genannt, ist ein Hemd mit kleinen gestickten Edelweiss-Blüten, grünen Blättchen und weiteren Verzierungen auf hellblau gemustertem Grund.
Das Edelweisshemd hat sich seit mehreren Imagekampagnen des Schweizer Bauernverbandes ab 2006 in der Schweiz stark verbreitet, insbesondere im Schwingsport und der Volksmusik. Innert weniger Jahre wurde das Tragen dieses Hemdes als Bekenntnis zu den Traditionen der Schweiz verstanden, auch wenn es das Hemd in dieser Form erst seit den 1960er- oder 1970er-Jahren gibt.

## Geschichte

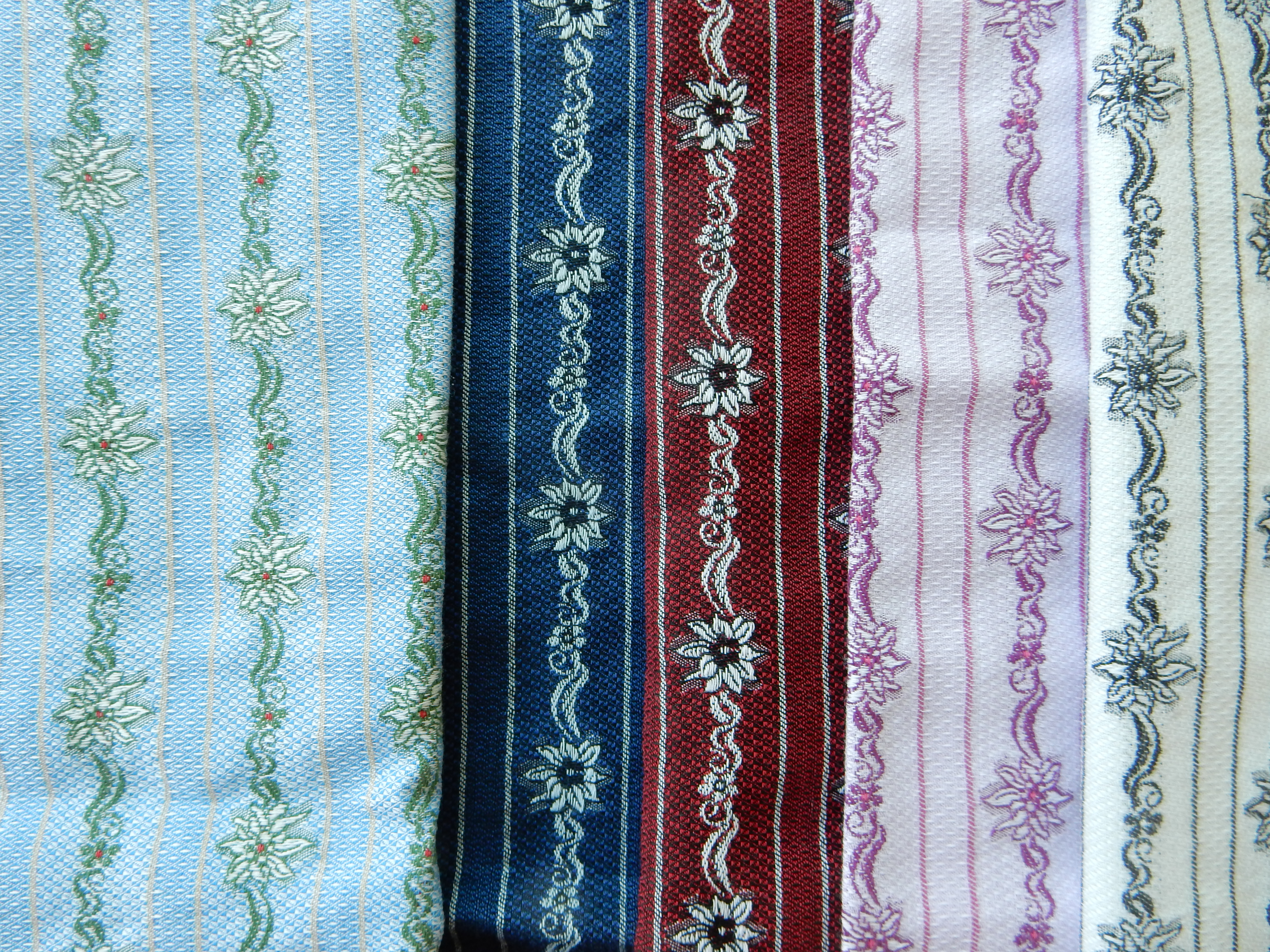
Fünf Farbvarianten von Edelweisshemden

Es gibt die Vorstellung, dieses Hemd sei ein traditionelles Kleidungsstück von Sennen in den Bergen. Gemäss der Volkskundlerin Birgit Langenegger hat jedoch kein Senn im 19. Jahrhundert solch ein Hemd getragen. Sennenhemden (siehe: Sennechutteli) waren schlicht aus weissem Stoff, damit man sie in der Kochwäsche reinigen konnte. Das Edelweisshemd ist auch kein traditionelles Trachtenelement. Der Stoff mit dem Blumenmuster wurde erstmals in den 1960er- oder 1970er-Jahren von der Weberei Gugelmann & Co. im bernischen Roggwil hergestellt. Wer das Muster erfunden hat, ist bisher nicht bekannt (Stand 2023). Die ersten Hemden bestanden aus hellblauem Barchent, einem gerauten Baumwollstoff. Doppelzwirn machte es besonders reissfest. Diese Verarbeitungsweise verleiht dem Hemd grosse Reissfestigkeit, so dass es gern von Schwingern getragen wird. Der früheste fotografische Nachweis eines Schwingers mit Edelweisshemd stammt laut dem Kulturwissenschafter Tobias Scheidegger aus dem Jahr 1978.

## Edelweisshemd beim Schwingen

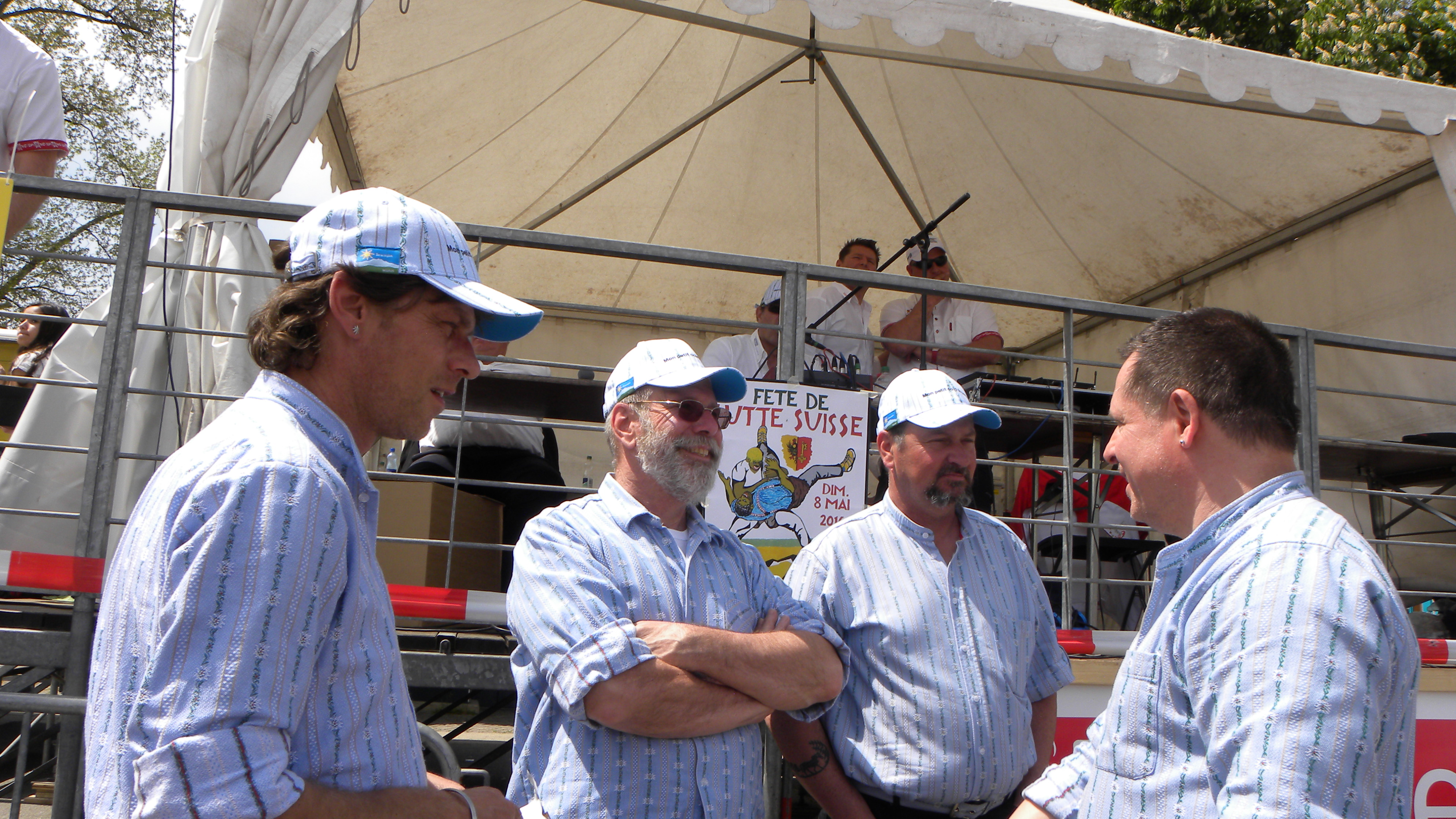
Edelweisshemden getragen an einem Schwingfest in Genf (2016)

«Es ist falsch zu behaupten, das Edelweisshemd sei das Schwingerhemd», sagte Paul Vogel, Obmann des Eidgenössischen Schwingerverbandes 2018. Es gebe kein eigentliches Schwingerhemd. Im Reglement steht, dass ein Sennenschwinger kein allzu farbiges Hemd und dunkle Hosen tragen muss. Das Edelweisshemd sei langsam aufgekommen und irgendwann zur Tradition geworden. Inzwischen trage 2018 knapp die Hälfte der Schwinger ein solches Hemd.

## Wirtschaftliche Entwicklung
In mehreren Imagekampagnen des Schweizer Bauernverbandes zeigte das Werbeunternehmen Burson-Marsteller ab 2006 Schweizer Prominente wie Michelle Hunziker, Köbi Kuhn und Stephan Eicher im Edelweisshemd. Sie warben unter dem Motto «Gut, dass es die Bauern gibt» um Sympathie für die Schweizer Bauern. Gemäss Tobias Scheidegger wurde das Hemd danach zum must have modebewusster Traditionalisten.
Wenn ein Eidgenössisches Schwing- und Älplerfest stattfindet, also jedes dritte Jahr, steige die Nachfrage laut einem Hersteller um rund 15 Prozent. Käufer seien längst nicht mehr nur Schwingerfans, sondern auch Städter, die darin einen Swissness-Chic für sich entdeckten.

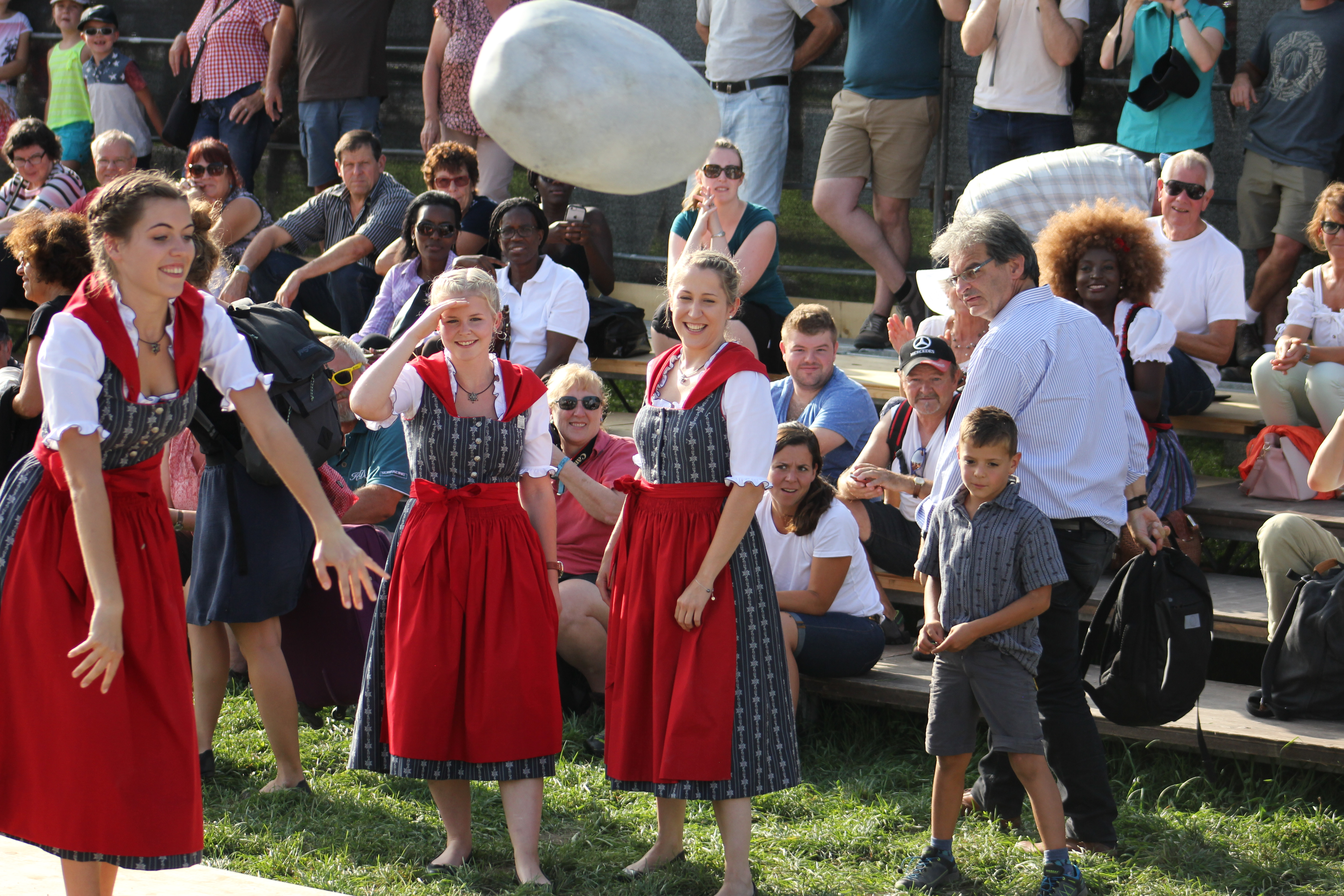
Neuartige Edelweiss-Trachten, 2018

Beim Unternehmen Landi, das die Hemden in Kolumbien fertigen lässt, hat sich der Verkauf seit der Sortimentseinführung 2012 bis 2016 verdreifacht. Andere Anbieter verarbeiten die Hemden in der Schweiz. Den Stoff müssen aber alle Hersteller aus dem Ausland beziehen, weil es in der Schweiz seit Jahrzehnten keine Weberei mehr gibt.
Mit der Zeit wurden für Frauen Edelweissblusen und die Edelweisshemden in verschiedenen Grundfarben und Kragenformen angeboten. Vertreter des Bauernverbandes tragen bei Auftritten manchmal eine Edelweiss-Krawatte oder – wenn es Frauen sind – ein Edelweiss-Foulard.

## Symbolik

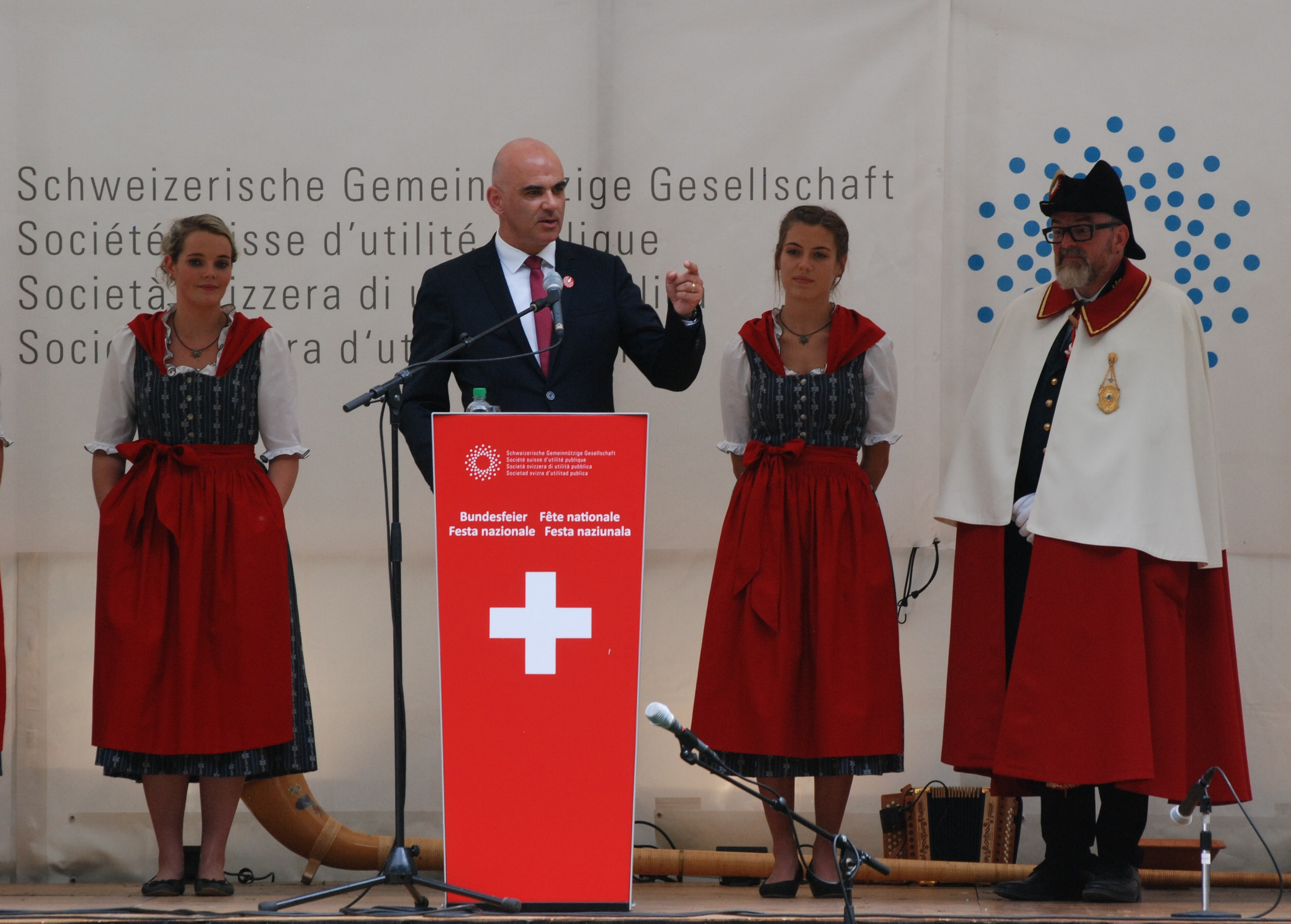
Edelweissmuster tragende Frauen neben Bundespräsident Berset bei seiner 1. Augustrede 2018 auf dem Rütli

Der Kulturwissenschafter Tobias Scheidegger interpretiert das Anziehen eines Edelweisshemdes so: «Ein einfaches In-ein-Kleidungsstück-Schlüpfen verwandelt den Hemdenträger, es findet ein Akt des ‹Bauern-Werdens› statt, der ein wichtiges Charakteristikum der gegenwärtigen, identifikationsstiftenden Funktion des Bauerntums darstellt: das biographisch-identitäre Angebot, sich auch als Städter ‚bäuerlich‘ oder zumindest dem Bäuerlichen anverwandt (und folglich geerdet und authentisch) zu fühlen, welches die aktuelle Repräsentation des ‹Bauerntums› wie ein roter Faden durchzieht.»
Seit den 1990er Jahren erlebte das Symbol Edelweiss in der Schweiz einen neuen Frühling: Im Zuge eines sogenannten Swiss Ethno Booms wurde es im Verbund mit Kuh- und Schweizerkreuz-Motiven auf Uhren, Schuhen und weiteren Konsumgütern angebracht. Und es leitete so eine «Verschmelzung von alpin-bäuerlicher Nationalsymbolik mit urbaner Lifestyle-Kultur ein».
Seit 2015 berichteten Medien über Vorkommnisse, bei denen das Tragen von Edelweisshemden in Schulen bei bestimmten Anlässen verboten worden sei. Dies führte zu Gegenreaktionen. So lancierte beispielsweise die Junge SVP die Kampagne «Zeig au du Edelwiiss!», in der Jugendliche zum Tragen dieser Hemden ermuntert wurden. Nach solchen Kontroversen wurden jeweils mehr Hemden verkauft.
Der Name Edelweiss, der die Pflanze sozusagen adelt, stammt aus Tirol und kam um 1860 in der Schweiz an. Bis dahin wurde sie Wollblume, Katzendälpli oder Gletscherstern genannt.